# John Dalrymple, 8. Earl of Stair
John Hamilton Dalrymple, 8. Earl of Stair KT (* 15. Juni 1771 in Edinburgh; † 10. Januar 1853) war ein britischer Peer, Politiker und Offizier.

## Leben
Er war der vierte, aber älteste überlebende Sohn des Sir John Dalrymple, 4. Baronet, aus dessen Ehe mit Elizabeth Hamilton-Macgill.
1790 trat er als Ensign des 100th Regiment of Foot (Loyal Lincolnshire Regiment) in die British Army ein und wurde 1792 zum Lieutenant befördert. 1793 wechselte er zunächst als Captain zum 19th (1st North Yorkshire) Regiment of Foot und später im selben Jahr als Captain zum 3rd Regiment of Foot Guards. 1798 wurde er zum Lieutenant-Colonel und 1808 zum Colonel befördert und war von 1798 bis 1814 Kommandeur des 3rd Regiment of Foot Guards. Während der Koalitionskriege diente er 1794 und 1795 in Flandern, nahm 1805 und 1806 am Feldzug nach Hannover und 1807 an der Belagerung von Kopenhagen teil. 1811 wurde er zum Major-General, 1821 zum Lieutenant-General und 1838 zum General befördert. Von 1831 bis 1843 war er Colonel des 92nd Regiment of Foot (Gordon Highlanders) und von 1831 bis 1843 Colonel des 48th (South Devon) Regiment of Foot.
Beim Tod seines Vaters am 26. Februar 1810 erbte er dessen 1698 in der Baronetage of Nova Scotia geschaffenen Titel als 5. Baronet, of Killoch, sowie dessen Besitzungen und Ländereien in Midlothian, insbesondere dessen Güter Cousland und Cranstoun, sowie die aus dem Erbe seiner Mutter stammenden Güter Fala und Oxenfoord.
Von 1833 bis 1834 als liberaler Abgeordneter für Edinburghshire Mitglied des britischen House of Commons. Im März 1840 erbte er beim Tod seines Onkels fünften Grades, John Dalrymple, 7. Earl of Stair, dessen schottische Adelstitel als 8. Earl of Stair, 9. Viscount of Stair, 9. Lord Glenluce and Stranraer, 8. Lord Newliston, Glenluce and Stranraer und 9. Baronet, of Stair, sowie Ländereien in Galloway und Ayrshire. Am 11. August 1841 wurde ihm auch der Titel Baron Oxenfoord, of Cousland in the County of Midlothian, verliehen. Dieser Titel in der Peerage of the United Kingdom berechtigte ihn im Gegensatz zu seinen schottischen Titeln unmittelbar zu einem Sitz im britischen House of Lords. Da er keine Kinder hatte, wurde ihm die Baronie mit dem besonderen Zusatz verliehen, dass sie auch an seinen jüngeren Bruder Hon. North Hamilton Dalrymple und dessen männliche Nachkommen vererbbar sei.
Von 1840 bis 1841 und 1846 bis 1852 hatte er das Staatsamt des Keeper of the Great Seal of Scotland inne. 1847 wurde er als Knight Companion in den Distelorden aufgenommen.
Als er 1853 im Alter von 81 Jahren starb, erbte sein jüngerer Bruder North seine Adelstitel.

## Ehen
In erster Ehe heiratete er 1795 Harriet Johnson († 1823), Tochter des Rev. Robert Augustus Johnson, Gutsherr von Kenilworth in Warwickshire. In zweiter Ehe heiratete er 1825 Lady Adamina Duncan († 1857), Tochter des Admirals Adam Duncan, 1. Viscount Duncan. Beide Ehen blieben kinderlos.